# Otto Zöckler
Otto Zöckler (født 27. maj 1833 i Grünberg i Oberhessen, død 19. februar 1906 i Greifswald i Vorpommern) var en tysk luthersk teolog.
Zöckler blev privatdocent i Giessen 1857 og professor sammesteds 1863. I 1866 kom han som professor til Greifswald, og her udfoldede han en stor virksomhed både som lærer og forfatter i udpræget konfessionel ånd.
Blandt hans værker må nævnes Askese und Mönchtum I—II (1897—98), kommentarer til flere nytestamentlige skrifter og Handbuch der theologischen Wissenschaften (3. udgave 1889).